# Torre dell'Avvoltore
La torre dell'Avvoltore, o più semplicemente torre Avvoltore, si trova all'estremità sud-orientale del monte Argentario, sulle pendici di un promontorio situato alcuni chilometri a sud-ovest di Porto Ercole, raggiungibile attraverso la strada panoramica costiera.

## Storia

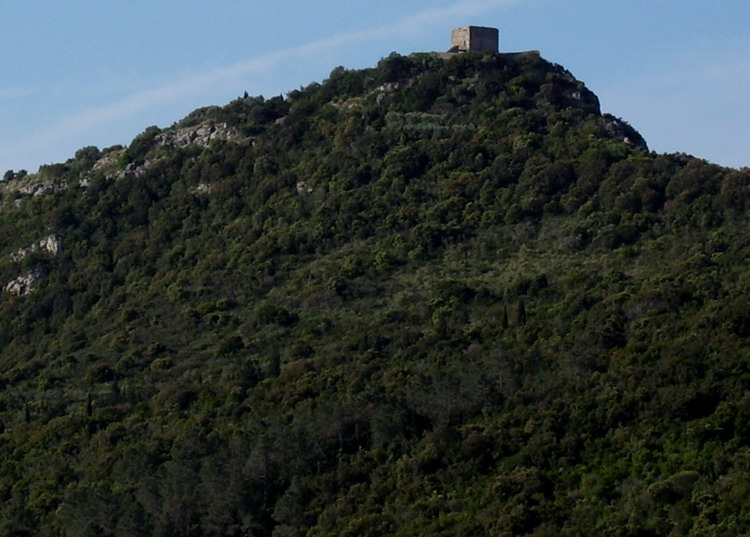
Panorama con la torre Avvoltore

La torre fu costruita dagli Aldobrandeschi in epoca medievale come punto strategico di avvistamento verso sud; successivamente, entrò a far parte della Repubblica di Siena continuando a svolgere le originarie funzioni. Proprio i Senesi nel 1459 ricostruirono interamente la struttura difensiva, conferendole l'attuale aspetto fortificato.
Dalla seconda metà del Cinquecento la torre divenne uno dei punti di riferimento del sistema difensivo dello Stato dei Presidii; nel 1566 gli Spagnoli effettuarono una serie di lavori di riqualificazione e potenziamento del complesso, per meglio integrarlo nel più funzionale e moderno dispositivo difensivo costiero, nell'ambito del quale svolgeva efficaci funzioni di avvistamento e di segnalazione, potendo comunicare visivamente con il forte Stella a est (la torre dell'Acqua risultava già abbandonata) e con torre Ciana a ovest.
La torre fu gradualmente dismessa a partire dalla prima metà dell'Ottocento, dopo l'annessione del Monte Argentario al granducato di Toscana; la sua definitiva chiusura e la vendita a privati avvenne comunque dopo l'Unità d'Italia.
I restauri effettuati durante il secolo scorso hanno permesso di conservare integralmente l'antica fortificazione costiera.

## Descrizione
La torre dell'Avvoltore si presenta come una possente struttura a pianta quadrangolare, con imponente basamento a scarpa cordonato che nell'insieme presenta una volumetria troncopiramidale su cui poggia la parte superiore dell'edificio turriforme.
La porta di accesso si apre al piano rialzato, in posizione angolare destra, su uno dei lati rivolti verso terra; è raggiungibile attraverso una rampa esterna di scale, originariamente munita di ponte levatoio terminale in seguito sostituito da uno ligneo fisso.
Le pareti esterne alternano alcuni tratti rivestiti in pietra ad altri con intonaco scialbato; una serie di feritoie ed alcune finestrelle quadrangolari si aprono ad altezze diverse, pur corrispondendo esternamente nell'insieme ai rispettivi livelli in cui è articolato il complesso. La parte alta è priva di coronamenti sommitali, pur essendo visibili due mensole sporgenti che interessano rispettivamente il lato orientale e quello meridionale.
La torre è circondata nell'insieme da una serie di alte e spesse cortine murarie di cinta, munite anch'esse di feritoie, che garantivano un ulteriore dispositivo di sicurezza alla struttura difensiva delimitandola sui tre lati rivolti verso terra. Tra le cortine murarie del fortilizio esterno e l'edificio turriforme si trova un edificio annesso, attualmente ad uso abitativo, che in passato era adibito anch'esso a funzioni militari. Il fortilizio protettivo esterno risale agli interventi di riqualificazione effettuati dagli Spagnoli nella seconda metà del Cinquecento.